# Festival de Reading y Leeds
El Festival de Reading y Leeds es un festival musical anual que se realiza en las ciudades de Reading y de Leeds, en Inglaterra. Los eventos tienen lugar simultáneamente el viernes, sábado y domingo en el bank holiday de agosto, compartiendo la misma programación. El Festival de Reading se lleva a cabo en Little John's Farm en la avenida Richfield, en el centro de Reading, cerca del puente de Caversham. El evento de Leeds se realiza en Bramham Park, cerca de Wetherby, en los terrenos de una casa histórica. Hay sitios para acampar disponibles en ambos lugares, y las entradas incluyen el campamento de fin de semana. También se venden pases diarios.
El Festival de Reading, la fase original y principal de las dos, es el festival de música popular más antiguo del mundo en existencia. Ha tenido diferentes etapas musicales en los últimos años, como se detalla a continuación. Desde que se adoptó el formato de dos sitios, el rock, alternativo, indie, punk y metal han tendido a dominar.
Los festivales están a cargo de Festival Republic, que fue derivado de Mean Fiddler Music Group. Para fines de promoción durante 1998-2007 eran conocidos como el Carling Weekend: Reading y el Carling Weekend: Leeds. Como era de esperar, estos títulos fueron utilizados pocas veces cuando no era necesario, aunque NME lo hizo como parte de su participación. En noviembre de 2007, los organizadores dieron la bienvenida a "la recuperación del prestigioso nombre Reading Festival" cuando el título patrocinado fue suprimido después de 9 años. En 2011, la capacidad del sitio Reading fue 87,000 y el sitio de Leeds fue de 75,000. Esto fue un aumento de varios miles sobre años anteriores.

## Escenarios
El festival por lo general tiene los siguientes escenarios:
- Escenario principal - los actos más importantes de rock, indie, metal y alternativo.
- Escenario NME/Radio 1 - grupos menos conocidos, construyendo un acto alternativo titular.
- Escenario Festival Republic (anteriormente conocida como el escenario Carling) - grupos con menos atractivo popular y grupos emergentes.
- Escenario Lock Up - actos subterráneos de punk y hardcore.[7] Debido a la demanda, a partir de 2006 este escenario tomó dos días más que años anteriores donde sólo tomaba un día.
- Carpa Dance - actos de música dance, en los días en los que el escenario 'Lock Up' no se realiza.
- Carpa Alternativa - actos de comedia y cabaret además de DJs.[8]
- Escenario BBC Introducing - Por lo general grupos sin discográfica/no muy conocidos. Anteriormente conocido como el escenario Topman Sin Discográfica en el sitio de Leeds.

## Historia
El Festival de Reading se origina en el Festival Nacional de Jazz, que fue concebido por Harold Pendleton (fundador del Club Marquee en Londres) y se celebró por primera vez en el Richmond Athletic Ground en 1961. Este festival, a su vez, se inspiró en los eventos realizados en Estados Unidos. A lo largo de su primera década el festival cambió de nombre y se trasladó de sitios en varias ocasiones, siendo celebrado en los hipódromos de Windsor, Kempton Park y Plumpton, antes de llegar a su hogar permanente en Reading en 1971.

## 1970s

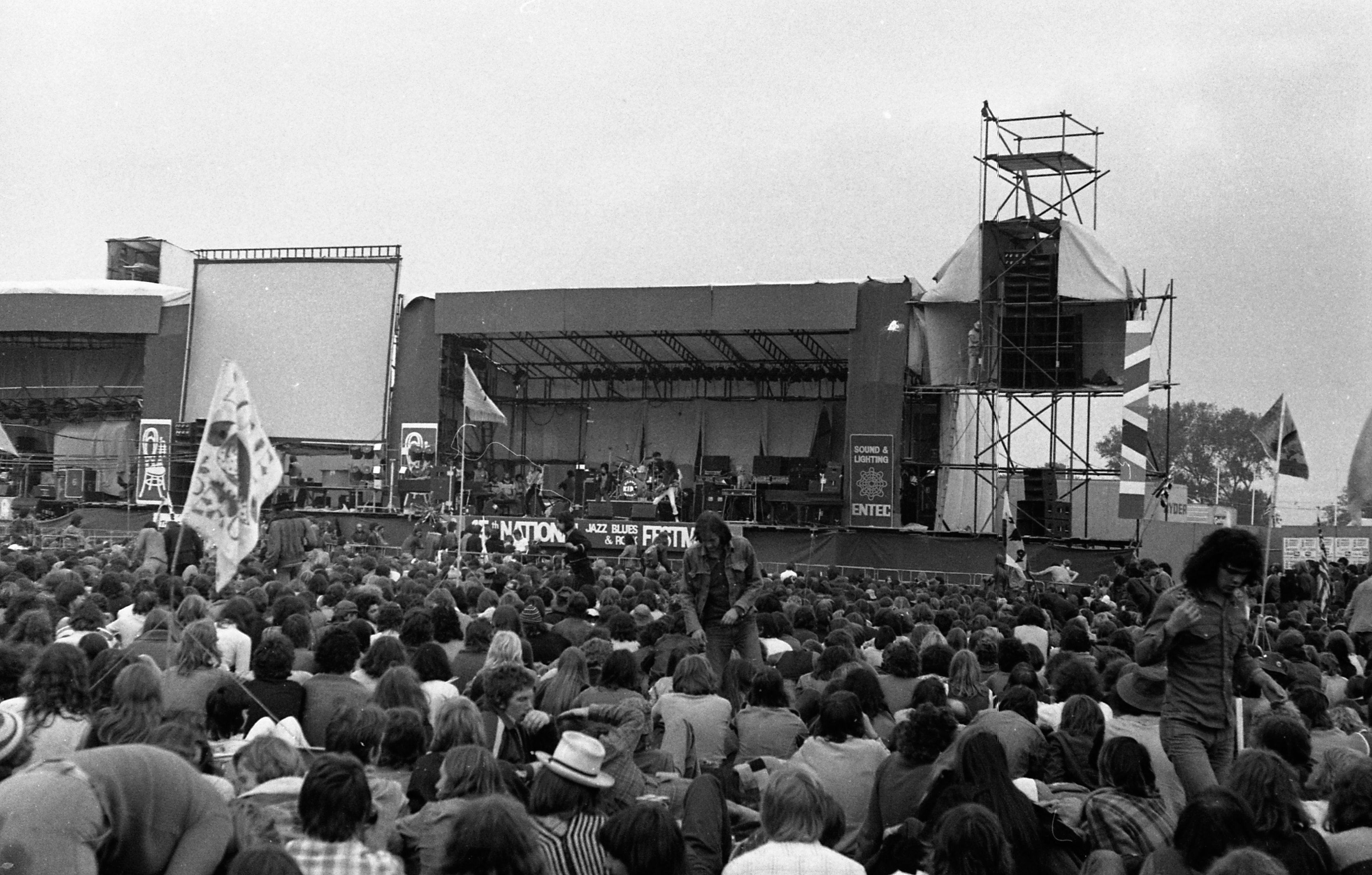
Festival de Reading 1975

La alineación se estableció en un patrón de rock progresivo, blues y el heavy metal durante la década de 1970. Se experimentó con el punk rock en 1978, cuando The Jam, Sham 69 y Penetración tocaron. El festival trató de ofrecer ambos actos de rock tradicional y nuevas bandas de punk, dando lugar a enfrentamientos entre los dos grupos de fanes.

## 1980s
Durante esta década, el festival siguió un formato similar al establecido a finales de década de 1970, con grandes multitudes acudiendo en masa a ver los actos principales de rock de la época y de heavy metal tocar en los últimos dos días, con una formación más variada incluyendo punk y las bandas de new wave el día de apertura.

### Prohibición por el Ayuntamiento
En 1984 y 1985, el ayuntamiento liderado por el Partido Conservador prohibió efectivamente la fiesta reclamando el sitio del festival para "desarrollo" y negándose a conceder licencias para cualquier sitio alternativo en el área de Reading. En 1984, muchos actos ya estaban reservados para aparecer, las entradas estaban a la venta con Marillion (2 º en la lista de la noche del sábado del año anterior), debido a ser uno de los estelares de este año. Los promotores trataron en vano de salvar lo que pudieran pero falló un cambio propuesto hacia Lilford Hall en Northamptonshire (la lista proyectada fue publicada en la edición 12 de Soundcheck, una publicación gratis, como: viernes 24 de agosto - Hawkwind, The Boomtown Rats, Snowy White, The Playn Jayn, Dumpy's Rusty Nuts, Wildfire, Chelsea Eloy, Tracy Lamb, New Torpedoes (sic); sábado 25 de agosto - Jethro Tull, Hanoi Rocks, Steve Hackett, Nazareth, Twelfth Night, Thor, Silent Running, New Model Army, IQ, The Roaring Boys, She; domingo 26 de agosto - Marillion, Grand Slam, The Bluebells, Helix, Clannad, The Opposition, The Enid, Young Blood, Scorched Earth, Terraplane). El vacío resultante en el calendario de festivales británicos inició el surgimiento del evento benéfico menor CDN en Glastonbury con principios oscuros como un festival "hippie" en la década de 1970.
Después de que el partido laborista retomó el control del ayuntamiento en 1986, se autorizó que los campos adyacentes a la sede original del festival se utilizaran, con una alineación elaborada en un plazo tan sólo tres meses.
El año siguiente vio un récord de asistencia en lo que fue considerado por algunos como el último de los años de rock "clásico"del festival, encabezado con artistas como The Mission, Alice Cooper y Status Quo.

### Desplome a finales de los 80s
1988 vio un desastroso intento de llevar el festival en una dirección de pop comercial mainstream, dominada por personas como Starship, Squeeze, Bonnie Tyler y Meat Loaf (cual fue "embotellado" fuera del escenario), y las recriminaciones que siguieron al final causó la expulsión del primer promotor del festival, Harold Pendleton, por Mean Fiddler Music Group.
Pendleton inicialmente trató de continuar en un nuevo lugar cerca de Newbury con el nombre de "Festival Redding", pero este no logró despegar. Mientras tanto, el Festival oficial de Reading, ahora bajo la guía de Mean Fiddler, continuó en el lugar a orillas del Támesis en Reading, persiguiendo una política de música casi gótica e indie que alienó buena parte de la base de fanes tradicionales y vio una reducción en el número de asistentes.
El futuro del festival parecía en duda en este punto. Sin embargo, las cosas iban a mejorar a partir de 1992 ya que el festival ampliaría su política musical y las asistencias gradualmente aumentaron.

## 1990s
En 1991, Nirvana dio el primero de sus dos apariciones en Reading, a mitad de la formación. Este es también el año que las primeras bandas de britpop como Suede y Blur comenzaron a mostrarse en el circuito de festivales.

### La silla de ruedas de Kurt Cobain
1992 fue uno de los más famosos de la historia del festival. Nirvana dio lo que iba a ser su último concierto en el Reino Unido, y uno de sus más famosos. Su interpretación en vivo de 1992 fue lanzada más tarde como un álbum en vivo/DVD, Live at Reading, en noviembre de 2009. El líder de la banda, Kurt Cobain, subió al escenario en una silla de ruedas empujada por el periodista musical Everett True, parodiando especulaciones sobre su salud mental. Luego pasó a formar parte del resto de la banda, tocando una variedad de material antiguo y nuevo.

### Expansión del festival
En los siguientes años, el festival continuó creciendo a medida que la popularidad de los festivales al aire libre aumentó. El Britpop y el indie conitnuaron dominando, junto con el rock. Actos de rap como Ice Cube comenzaron a aparecer regularmente en el escenario principal recibiendo recepciones mixtas. Public Enemy encabezó el segundo día del Festival de 1992. Beastie Boys estuvieron a mitad de la lista por tres días.
En 1996, los restos de The Stone Roses tocaron su último concierto desastroso en el festival.
En 1998, absorbió el fallido Festival Phoenix. Esto resultó en una infame disputa en el escenario entre los Beastie Boys y The Prodigy sobre la canción "Smack My Bitch Up".
En 1999, el festival obtuvo una segunda etapa en el Templo Newsam en Leeds, donde el V Festival se celebró en 1997 y 1998, cuando quedó claro que el sitio Reading había quedado pequeño para hacer frente a la creciente demanda. El primer año vio todas las bandas tocar en el sitio de Leeds al día siguiente hasta el día de tocar en Reading, con la etapa de Reading corriendo de viernes a domingo y la etapa de Leeds corriendo de sábado a lunes. Sin embargo, en 2001, el sistema actual donde las bandas de Reading tocan en Leeds al día siguiente, y las bandas del día de la inauguración de Leeds tocan el último día en Reading se introdujo.

## 2000s

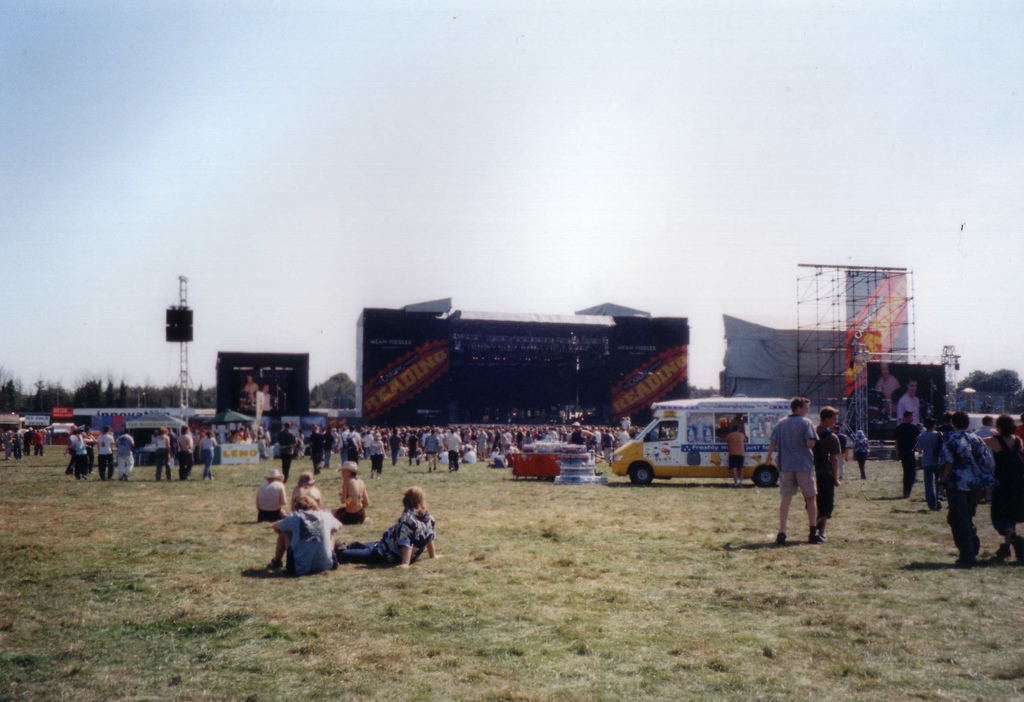
Festival de Reading 2000

Después de un exitoso primer año en Leeds, un resurgimiento continuó en la popularidad de los festivales de música al aire libre llevó a que el Festival de Reading se vendiera más y más rápido cada año. La etapa de Leeds, sin embargo, estuvo plagada de disturbios y violencia que condujo a problemas en la retención de su licencia. El peor de estos fue en 2002, después de que Mean Fiddler trasladó el festival a Bramham Park, cerca de Bramham al noreste de Leeds en 2003. Desde entonces, la seguridad en ambos sitios se ha incrementado y los problemas se han reducido. (Aunque el sitio Bramham Park presenta más desafíos a los constructores de escenarios, es mucho mejor adaptado a las necesidades de los asistentes al festival.)
A principios de la década de 2000 se vio a un listado de artistas variado pero sobre todo de rock, a pesar de que la década ha progresado el listado de artistas del Escenario Principal y el Escenario Radio 1 ha presentado en su mayoría a artistas independientes.
En 2003, se le preguntó a Mark Hatchard de Hotbox Events por el Festival Republic proveer un grupo de voluntarios para el Festival de Leeds. Desde entonces, estos voluntarios son conocidos como CATs (Equipos de Asistentes de Campamento) y HATs (Equipos Serviciales de Arena), por sus siglas en inglés. Estos equipos son ahora una característica permanente en los festivales de Reading y Leeds, así como en el Festival Latitud y The Big Chill Festival.
En 2005, los escenarios principales, tanto en Reading y Leeds se hicieron más grandes, con pantallas únicas de video en voladizo. El Festival generó el Fringe Festival de Reading en la ciudad. Al igual que el Fringe Festival de Edimburgo, este ve a locales de actos marginales siendo alojados en la ciudad con la esperanza de atraer a multitudes y personalidades de la industria del festival principal.

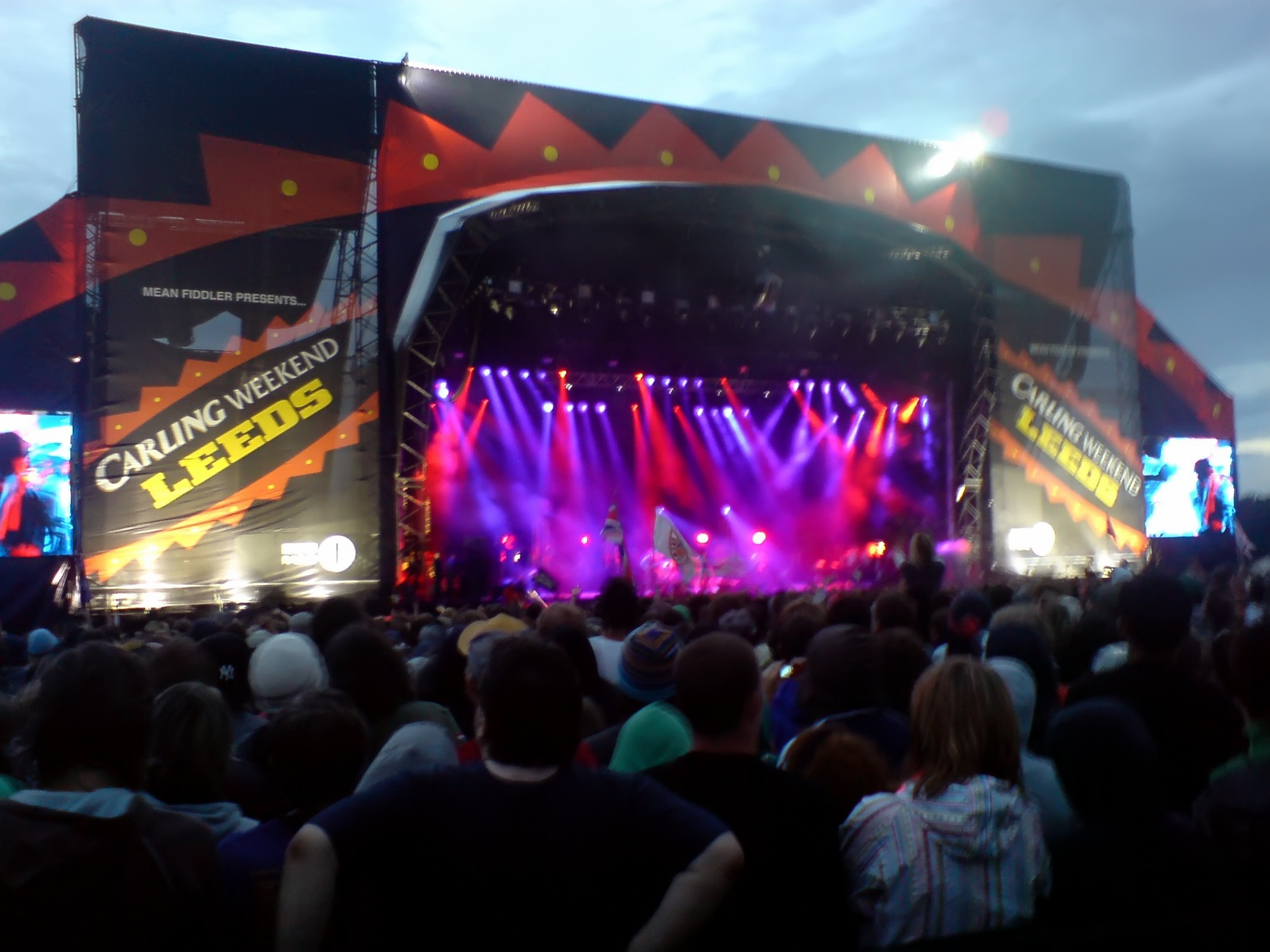
Arctic Monkeys tocando la noche de domingo en el Festival de Leeds 2006

En 2006, el anuncio de la formación y el lanzamiento de entradas para el festival vio los boletos de fin de semana para Reading venderse en menos de dos horas, batiendo todos los récords hasta ahora, y destacando el creciente deseo de la música en vivo por el "resurgimiento de rock" de los últimos años, y el hecho de que el Festival de Glastonbury, no se llevaba a cabo. Entradas adicionales de fin de semana salieron a la venta de nuevo poco después y se agotaron en 26 minutos. También en 2006, Mean Fiddler anunció que iban a utilizar las nuevas leyes del Gobierno de licencias para mantener el festival va más tarde en la noche (intención de acallar algunos de los disturbios del año anterior). Los organizadores mantuvieron los asistentes satisfechos con la carpa Aftershock, una carpa Oxfam y la Silent Disco.

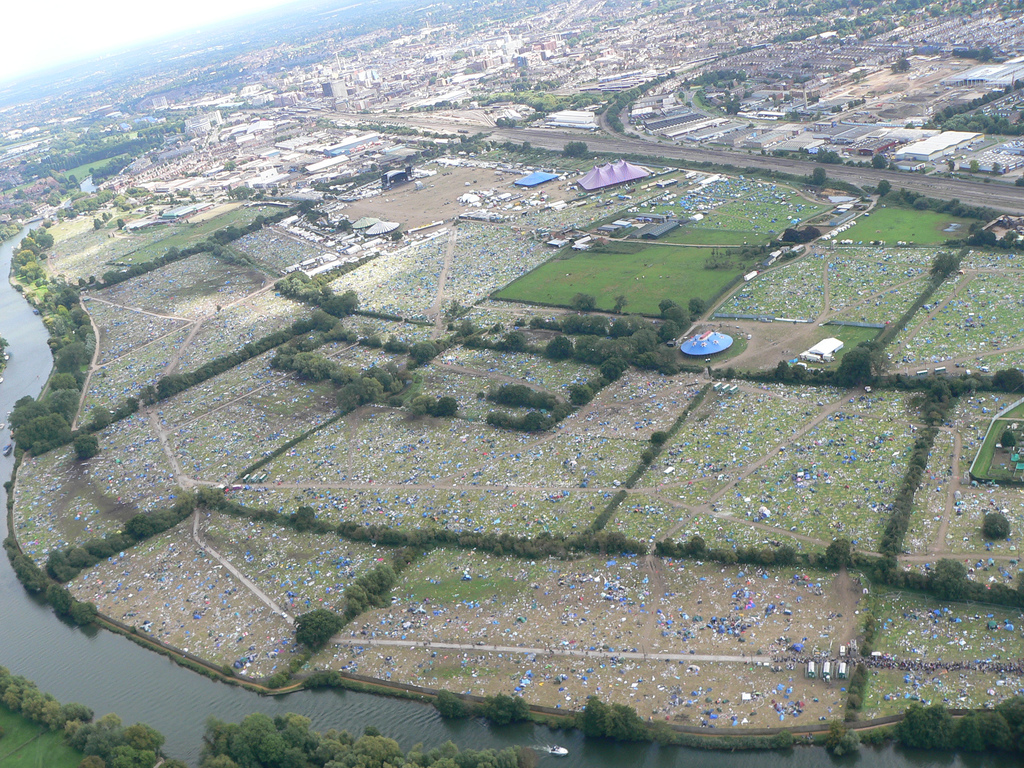
Vista aérea del Festival Reading 2007

La edición de 2007 corrió del 24 a 27 de agosto. Sin embargo, se expresó preocupación en el sitio Reading, debido a las condiciones climáticas torrenciales en el Reino Unido. El río Támesis se desbordó causando inundaciones en la sede del festival y la introducción de planes de contingencia para mover campamentos y estacionamientos, si persisten las inundaciones. Kaiser Chiefs tocaron un concierto 'secreto' en la Carpa Carling en el lugar de Leeds solamente (Leeds es su ciudad natal), bajo el nombre de Hooks For Hands.

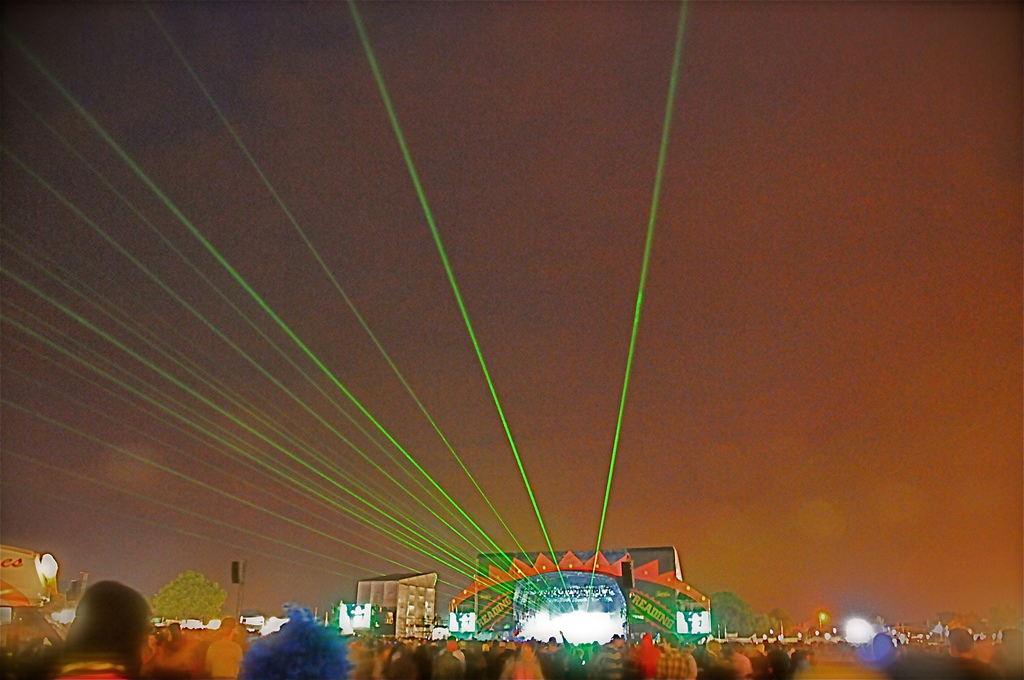
Show de rayos láser durante un concierto de Bloc Party en el Festival de Reading 2008

En 2008, los Festivales de Reading y Leeds se llevaron a cabo el fin de semana del 22 a 24 de agosto. Las entradas se habían lanzado el 31 de marzo a las 6:45 p. m. y se agotaron en menos de dos horas. Entradas vendidas a través de HMV también se agotaron en sólo una hora. Este fue el primer año que "BBC Introducing ..." tuvo un escenario en el festival. Esta reemplazó a el escenario Topman Sin Discográfica en la etapa de Leeds y fue una nueva adición al sitio Reading. El Festival de Reading 2008 produjo un gran número de cambios en el sitio, incluyendo la reubicación del intercambio de pulseras hasta las puertas exteriores, el Puente Festival de Reading sobre el río Támesis con el fin de conectar el campamento blanco a la zona principal, y numerosas mejoras de seguridad. Una combinación de los cambios por la taquilla resultantando en las colas desordenas de hasta 50 personas o más ancha en otros lugares y una mayor demanda que en años anteriores debido a varios asistentes del festival haber comprado boletos de sitios web falsos, significó que la gente estuvo en la cola durante 15 horas o más en algunos casos. El sitio de Leeds Festival vio lluvias muy fuertes y se encontraba inundado por completo a partir del jueves, causando enormes problemas viajando entre campamento y arena. El mal tiempo además de miles de personas resultó en campamentos llenos de hasta un pie de profundidad en lodo.
La pre-venta para el festival de 2009 se agotó oficialmente en dos horas. Un lanzamiento adicional se llevó a cabo el 30 de marzo a las 7:00 p. m.. Los boletos para el fin de semana fueron agotados en un par de horas para el festival de Reading. Las banderas fueron prohibidas en los dos sitios del festival por primera vez en 2009. Banderas y pancartas han sido una parte tradicional de la escena del Festival de Reading desde la década de 1970, utilizado originalmente para permitir a los grupos de motos y otros a identificar y encontrar a los demás dentro de la zona principal. Un nuevo sistema de sonido se utilizó en el año 2009, en Reading y Leeds, y el consenso fue que la calidad del sonido en el campo había mejorado notablemente.

## 2010s
El anuncio de la formación inicial fue hecha el 29 de marzo de 2010, poco después de que los boletos salieron a la venta. El 16 de agosto de 2010, se confirmó que Guns N' Roses, Arcade Fire y Blink-182 encabezarían en el escenario principal, con Lostprophets, Queens of the Stone Age, The Libertines, Paramore, LCD Soundsystem, Billy Talent, Biffy Clyro, Pendulum, Weezer, Klaxons, Modest Mouse y Frank Turner también tocando durante el fin de semana. Una controversia surgió después de que Guns N 'Roses se presentó 60 minutos tarde a su funcíon, a pesar de ser advertidos por los organizadores del festival de antemano que iban a ser retirados de la cuenta si no cumplían con las normas de tiempo. Después de tocar por 30 minutos encima de su tiempo, el sonido de la banda fue cortado y después de una versión de "Paradise City", los miembros organizaron una sentada. Sin embargo, muchos fanes ya se habían ido y estuvieron decepcionados en el fracaso de la banda por no disculparse por el incidente.
El anuncio de la formación inicial fue hecha el 21 de marzo de 2011, poco después de que los boletos salieron a la venta. My Chemical Romance, Pulp, The Strokes y Muse fueron confirmados como estelares en el festival de tres días. Pulp tocó antes de The Strokes en Reading y estuvieron en la cima de la lista en Leeds. Rompiendo el patrón de haberse agotado, los boletos para los dos sitios no se vendieron en los primeros meses, mucho menos las primeras horas como en años anteriores habían logrado. El 26 de julio de 2011, Festival Republic anunció que todos los boletos de fin de semana para el Festival de Reading se habían vendido - 127 días después de salir a la venta. Sin embargo, muchos fanes habían señalado que las entradas de fin de semana todavía estaban disponibles a partir del vendedor de boletos autorizado Stargreen justo hasta el día antes de la apertura del evento, a pesar de que el sitio web oficial del evento, alegaba que el evento se agotó. Entradas de día para el Festival de Leeds también siguieron disponibles el día antes de abrir el festival, sin embargo entradas fin de semana se habían vendido dos días antes del comienzo del festival.

## Embotellados fuera del escenario
Embotellados fuera del escenario (ser forzado fuera del escenario por un aluvión de botellas de plástico y latas lanzadas por el público) es una popular "tradición" en el festival. Mientras que la participación en masa de peleas de latas y lucha botella de la década de 1970 y 1980 terminó hace tiempo, bandas impopulares han sido embotelladas fuera del escenario a largo de la historia del festival. Ejemplos incluyen:
- En 1983, el acto de reggae Steel Pulse sufrió, posiblemente, el embotellado más corrompido que se haya visto en el festival, desapareciendo momentos después de aparecer en el escenario bajo una avalancha de misiles lanzados por las filas punks y roqueros temporalmente unidos a la espera de ver The Stranglers.

- En 1988, Bonnie Tyler terminó su set a pesar de ser arrojada con una lluvia de botellas y césped. Por desgracia, el estelar del día, Meat Loaf no fue tan valiente, retirándose 20 minutos en su set después de recibir una botella de 2 litros de sidra en la cara.

- En el año 2000, Daphne y Celeste fueron programadas en el escenario principal después de la intimidación de su director de entrar en la formación,[32] y fueron embotellados después de dos canciones.[33]

- En 2003, Good Charlotte dejó su set 20 minutos antes y animó a la multitud a lanzar botellas, todo al mismo tiempo, después de una cuenta de tres después de ser apedreados por botellas en todo su conjunto.[34]

- En 2004, fue el turno del rapero 50 Cent, quien fue atacado con botellas.[35] 50 Cent duró casi 20 minutos antes de finalmente lanzar su micrófono a la multitud con enojo. The Rasmus fueron también embotellados después de una canción.[36]

- En el año 2006 en Reading, el cantante Brendon Urie de Panic! at the Disco fue golpeado en el hombro con una botella de plástico, forzando a la banda detenerse a mitad de la canción mientras estaba en el suelo. Urie recibió "tratamiento" de su equipo de gira durante varios minutos, antes de que la banda siguiera en el punto en que se interrumpió su canción.

My Chemical Romance corrió con la misma suerte siendo recibidos con botellas, pero esto no los detuvo para seguir tocando

- En 2008, una multitud de aproximadamente 3.000 personas asistieron a el escenario BBC Introducing en Reading para ver la banda sin firmar 'The FFers' tras rumores de que en realidad sería un concierto secreto de Foo Fighters y fueron sometidos a una gran cantidad de abusos por parte de la audiencia, incluyendo varias botellas lanzadas a la banda.[38]

## Formación de artistas que han encabezado los festivales
- 2023: Sam Fender, Foals, The Killers, The 1975, Billie Eilish, Imagine Dragons
- 2022: Dave, Megan Thee Stallion, Arctic Monkeys, Bring Me the Horizon, The 1975, Halsey
- 2021: Stormzy, Catfish and the Bottlemen, Post Malone, Disclosure, Liam Gallagher, Biffy Clyro
- 2020 (cancelado): Liam Gallagher, Rage Against the Machine, Stormzy
- 2019: The 1975, Foo Fighters, Post Malone/Twenty One Pilots
- 2018: Panic! at the Disco, Fall Out Boy, Dua Lipa, Mike Shinoda, Kendrick Lamar, Sum 41
- 2017: Kasabian, Eminem, Muse
- 2016: Foals, Disclosure, Red Hot Chili Peppers, Biffy Clyro, Fall Out Boy
- 2015: Metallica, Mumford & Sons, The Libertines, Bring Me the Horizon
- 2014: Queens of the Stone Age, Paramore, Arctic Monkeys, Blink-182
- 2013: Green Day, Eminem, Biffy Clyro
- 2012: The Cure, Paramore, Kasabian, Foo Fighters, Bullet for My Valentine
- 2011: My Chemical Romance, 30 Seconds to Mars, Pulp, Muse, The Strokes, Madness
- 2010: Guns N' Roses, Arcade Fire, The Libertines, Paramore, Blink-182
- 2009: Radiohead, Arctic Monkeys, Kings of Leon, Them Crooked Vultures
- 2008: Rage Against the Machine, Metallica, The Killers
- 2007: Red Hot Chili Peppers, Smashing Pumpkins, Nine Inch Nails, 30 Seconds to Mars
- 2006: Pearl Jam, Franz Ferdinand, Muse
- 2005: Iron Maiden, Pixies, Foo Fighters
- 2004: Green Day, The Darkness, The White Stripes,
- 2003: Metallica, Linkin Park, Blur
- 2002: The Strokes, Foo Fighters, Guns N' Roses (Leeds solamente), Sum 41
- 2001: Travis, Manic Street Preachers, Eminem
- 2000: Oasis, Pulp, Stereophonics
- 1999: The Charlatans, Blur, Red Hot Chili Peppers
- 1998: Jimmy Page & Robert Plant, Beastie Boys, Garbage
- 1997: Suede, Manic Street Preachers, Metallica
- 1996: The Prodigy, Black Grape, The Stone Roses
- 1995: Smashing Pumpkins, Björk, Neil Young
- 1994: Cypress Hill, Primal Scream, Red Hot Chili Peppers
- 1993: Porno for Pyros, The The, New Order
- 1992: Nirvana, The Wonder Stuff, Public Enemy
- 1991: Iggy Pop, James, The Sisters of Mercy
- 1990: The Cramps, Inspiral Carpets, Pixies
- 1989: New Order, The Pogues, The Mission
- 1988: Ramones, Starship, Squeeze
- 1987: The Mission, Status Quo, Alice Cooper
- 1986: Killing Joke, Hawkwind, Saxon
- 1984 y 1985: Ningún festival estos años.
- 1983: The Stranglers, Black Sabbath, Thin Lizzy
- 1982: Budgie, Iron Maiden, The Michael Schenker Group
- 1981: Girlschool, Gillan, The Kinks
- 1980: Rory Gallagher, UFO, Whitesnake
- 1979: The Police, Thin Lizzy, Peter Gabriel
- 1978: The Jam, Status Quo, Patti Smith
- 1977: Golden Earring, Thin Lizzy, Alex Harvey
- 1976: Gong, Rory Gallagher, Osibisa
- 1975: Hawkwind, Yes, Wishbone Ash
- 1974: Alex Harvey, 10cc, Traffic
- 1973: Rory Gallagher, The Faces, Genesis
- 1972: Curved Air, The Faces, Ten Years After
- 1971: Arthur Brown, East of Eden, Colosseum
- 1970: The Groundhogs, Cat Stevens, Deep Purple
- 1969: Pink Floyd, The Who, The Nice
- 1968: T. Rex, Jethro Tull, The Nice
- 1967: The Small Faces, Paul Jones, Cream
- 1966: The Who, The Yardbirds, Cream
- 1965: The Yardbirds, Manfred Mann, The Animals
- 1964: The Yardbirds, Manfred Mann, The Rolling Stones
- 1963: The Rolling Stones, Long John Baldry, Muddy Waters
- 1962: Humphrey Lyttelton, Kenny Ball
- 1961: Roger Damen, John Frodsham, Dick Charlesworth, Charlie Barnes, Tubby Hayes, Ken Colyer, Clyde Valley Stompers

Carteles históricos de listas de artistas pueden verse en los sitios web oficiales individuales del festival:
- Official Reading Festival website - desde 1972
- Official Leeds Festival website - desde 1999

## Lectura adicional
- Carroll, Ian (2007). The Reading Festival: Music, Mud and Mayhem - The Official History. Reynolds & Hearn Ltd. ISBN 978-1-905287-43-7.